# Armoriale

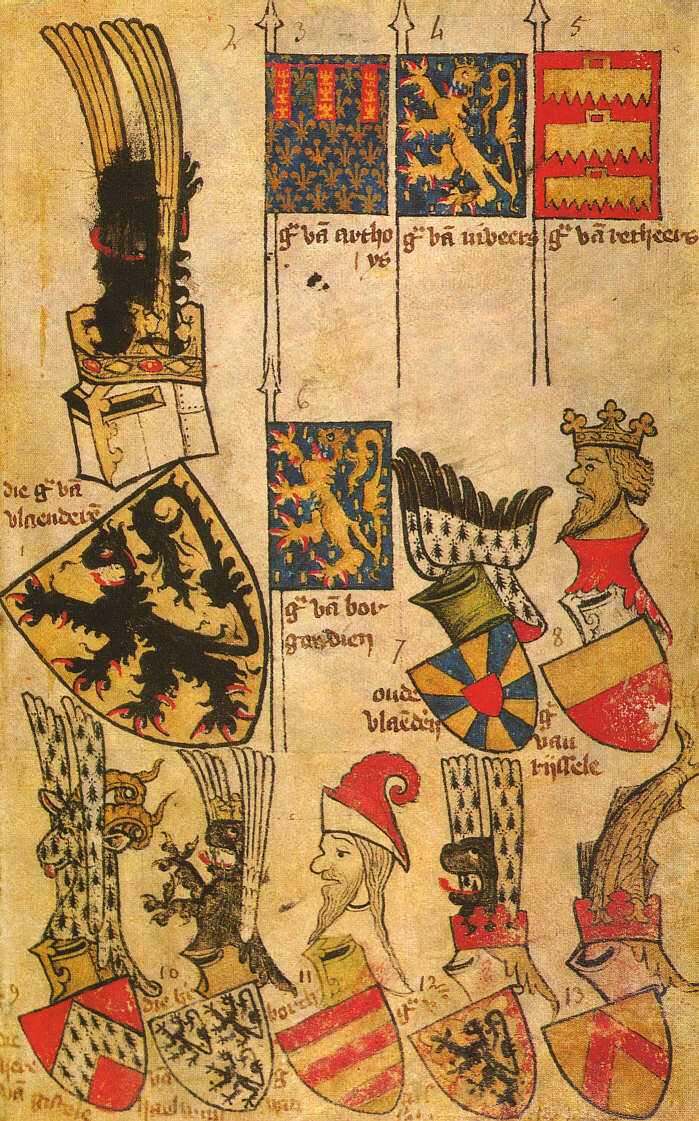
Armoriale di Gheldria

Un armoriale, altrimenti detto in italiano stemmario (in francese armorial; in spagnolo armorial, libros de armería; in inglese roll of arms, armorial) è una raccolta di armi (o, più semplicemente, stemmi).
In araldica, si presenta come un registro, una tabella o un dizionario (in ordine alfabetico), che stabilisce una corrispondenza tra una lista di cognomi o di intere comunità, storicamente esistiti (attuali, o estinti), e gli armoriali, vale a dire le immagini figurate che li simboleggiano. Alcuni armoriali antichi sono illustrati, mentre altri si limitano a una descrizione a parole, non illustrata, che si chiama blasonatura.
Gli Stemmari medioevali, redatti fino al XVI secolo, sono da tempo universalmente ritenuti dagli specialisti di settore quale fonte primaria principale, a cui riferirsi per lo studio storiografico dell'araldica.
Gli Stemmari, oltre alla descrizione illustrata e testuale dell'emblema (o al blasone), possono fornire una eventuale spiegazione della sua scelta, i luoghi geografici dove un cognome è attestato. I cognomi presenti negli armoriali riguardano famiglie di antica e nobile origine, alle quali, come riscontro indipendente dall'armoriale, è possibile trovare anche intitolati toponimi quali palazzi, gallerie, cappelle e chiese cristiane. Esistono ad esempio armoriali delle nobili famiglie e del patriziato, degli eserciti, delle geneologie episcopali del clero cattolico e protestante.

## Generalità
Negli Archivi di Stato e nei Musei dei vari Paesi sono catalogati univocamente circa 350 Armoriali, dei quali 130 sono inglesi, 80 francesi, 40 spagnoli, e 20 fra italiani o tedeschi.
Specialisti di questa materia del calibro di Jean-Bernard de Vaivre e di Ottfried Neubecker differenziano gli Stemmari (traduzione più appropriata, corretta e tecnica, rispetto alla parola "Armoriale"), in funzione della tipologia del loro supporto:
- Stemmari in rotoli (in spagnolo: rollos armoriados; in inglese: Rolls of arms; in francese rôles d’armes): sono collezioni di stemmi ridotti alla forma di uno scudo, in pergamene arrotolate, che si caratterizzano in genere per il rigore descrittivo che quanto meno ricomprende un registro degli eventi coevi, che permette l'identificazione delle singole personalità storiche e dei relativi stemmi araldici;
- codici: libri manoscritti che includono diverse tipologie di contenuti informativi, strutturati in parti (equivalenti di sezioni o macrocapitoli). Questo secondo tipo di formato è il più frequente fra gli Armoriali di Spagna a noi pervenuti, nei quali si incontra la parte dedicata all'araldica con le descrizioni che costituiscono l'armoriale propriamente detto, arricchito da una breve descrizione araldica testuale.

Altri specialisti come Martín de Riquer distinguono gli Stemmari in funzione della caratteristica del contenuto in essi rappresentato:
- Stemmari illustrati (es: armoriales figurados): riportano il disegno o la rappresentazione grafica dello stemma, quasi sempre a colori o provvisti di una codifica interna, sufficiente a determinare e ricostruire l'immagine originale;
- Stemmari con blasonature (es: armoriales blasonados): presentano la descrizione araldica in forma testuale, di norma con un linguaggio e una terminogia inevitabilmente quanto strettamente tecnica, intraducibile in lingua corrente;
- Stemmari misti: delle due tipologie precedenti.

Altri autori, infine, classificano gli armoriali in base al contenuto, nella seguente modalità:
- Stemmari d'occasione (es: armoriales de ocasión; fr: Armoriaux occasionnels): ad esempio, l'Armoriale del Trattato di Guerranda (es: Armorial del tratado de Guerande; fr: Rôle d’armes du traité de Guérande), redatto per 250 cavalieri nel 1381. In Spagna, troviamo il Protocolo del torneo de Valladolid del 1527, opera di García Alonso de Torres;
- Stemmari istituzionali (es: armoriales institucionales: ; fr: Armoriaux institutionnels): relativi a ordini equestri, confraternite, o coroporazioni. Sono esempi di questo tipo: El Grand Armorial Equestre de la Toison d'Or che è conservato a Parigi, e in Spagna, il Libro de la Cofradía de Santiago;
- Stemmari generali (es: armoriales generales, fr: Armorial général): registrano tutti gli ordini equestri o i lignaggi di un determinato territorio. L'Armoriale di Gelre (es: Armorial de Gelre), scritto fra il 1370 e il 1414, raccoglie 1700 stemmari cavallereschi afferenti a tutta Europa;
- Stemmari ragionati (es: armoriales razonados; en: ordinary rolls): principalmente di origini anglossassone, raccolgono gli stemmari in base alle caratteristiche dell'illustrazione, come partizioni, parti e figure;
- Stemmari residuali (es: armoriales marginales; en: illustrative rolls): opere letterarie, all'interno delle quali sono descritti testualmente insiemi di stemmari araldici.

## Storia
I primi armoriali a noi ad oggi pervenuti risalgono al 1130, e serviranno ulteriori cinquant'anni per vedere apparire le prime collezioni ufficiali.
Quando, dopo la fine del XII secolo, gli stemmi avevano assunto un carattere regolare ed ereditario, gli araldisti erano soliti redigere sistematicamente carte e repertori, nei quali erano raffigurati gli armoriali delle famiglie. Arriviamo così ad avere oltre 1 milione di blasoni e armoriali medioevali (prima del sedicesimo secolo). Questi armoriali medioevali si presentano su tutti i tipi di supporti: rotoli, taccuini o registri, ma anche decorazioni murali, sculture, dipinti o vetrate, ecc.
Tuttavia, è importante rilevare che storicamente esistono molteplici fondamenti per ipotizzare che la tenuta degli alberi genealogici e dei legami di consanguineità e parentela fra le famiglie aristocratiche e gli arricchiti della media borghesia mercantile e militare, non solo ai livelli più alti degli eredi al trono, sia stata curata secoli prima, anche se senza il lascito di documenti scritti pubblici in merito. Basti pensare alle rigide norme sulla primogenitura, sulla non-dispersione dell'eredità e del patrimonio terriero dell'aristocrazia, ai matrimoni combinati per la ragion di Stato o per la Realpolitik.
Molti araldisti utilizzano questo termine per indicare qualunque raccolta, sia essa costituita da sole immagini o da sole blasonature o da entrambi questi elementi. Più correttamente si può definire armoriale solo la raccolta completa, mentre si possono definire stemmari le raccolte di sole immagini e blasonari le raccolte di sole blasonature.

## Categorizzazione degli armoriali

### Armoriali generali
L'armoriale generale identifica tutte le blasonature per un'area geografica delimitata, più o meno estesa, che può ricomprendere una famiglia (ramificata in varie località anche distanti tra loro), una città o una comunità. Ad esempio:
Francia
- l'Armoriale di Rietstap ha raccolto per la prima volta in solo libro centinaia di armoriali esistenti in tutta Europa.
- l'Armorial héraldique vivante è una raccolta araldica belga che comprende tutti i blasoni delle istituzioni e delle famiglie del Belgio, redatta per l'Ufficio genealogico e araldico del Belgio  (OHGB).

Re Luigi XIV di Francia lanciò nel 1666 un grande censimento della nobiltà francese, durato fino al 1674, che fu poi ripreso e completato nell'Armoriale generale di Francia, essenzialmente per scopi fiscali, in quanto ogni nobile era tenuto dalla legge a pagare una tassazione proporzionata al suo rango. Il progetto ha portato infine tra il 1696 e il 1727, alla raccolta di quasi 120.000 differenti stemmi e blasonature.

### Armoriali delle famiglie nobili
In Francia
- Armoriale della Association d'entraide de la noblesse française (ANF): elenca stemmi e blasoni di tutte le famiglie residenti o originarie di Francia, riconosciute nobili dalla ANF, con la loro stessa collaborazione informativa;
- Armoriale delle famiglie di Francia
- Armoriale del Regno dei Paesi Bassi: Jacques de Neufforge nel 1825. Comprende 77 tavole e 693 rappresentazioni d'armi,
- Armoriale generale della nobiltà belga: a cura del Barone de Ryckman di Betz, prefazione del visconte Terlinden, 2ª edizione del 1957, riveduta e corretta,
- Armoriale della nobiltà belga dal XV al XX secolo: opera in 4 tomi, edita nel 1992 dalla banca Credito Comunale del Belgio,
- Il Dizionario e Armoriale della Nobiltà (Dictionnaire et Armorial de la noblesse) di Patrice de Clinchamps: un riferimento per il settore, che ha rintracciato in 5 tomi una mole enorme di informazioni genealogiche e araldiche (descrizione e immagini dei blasoni),
- Pottier de Courcy P., Nobiliaire et armorial de Bretagne, Mayenne, 1993 (2 volumes).

### Armoriali occasionali
In Francia
Quelli più antichi sono definiti armoriali d'occasione, perché furono approntati in occasione di avvenimenti particolari. Di seguito ne sono riportati alcuni compilati dagli organizzatori di un evento, altri redatti da cultori di araldica:
- il Rotolo d'armi Bigot (il più antico, del 1254, di cui esiste ancora una copia), che riporta l'elenco delle armi dei cavalieri riuniti da Carlo I di Sicilia (Carlo I d'Angiò) per la sua campagna nell'Hainaut.
- l'Armoriale del Torneo di Compiègne (l'armorial du tournoi de Compiègne), del 1278.
- il Rotolo di Falkirk (rôle de Falkirk), riporta l'elenco dei cavalieri che hanno combattuto nella battaglia di Falkirk nel 1298.
- la cronaca del Concilio di Costanza di Ulrich von Richental (chronique du Concile de Constance, 1420), 1414-1418, consultabile sul sito dell'UNESCO:  Czech Republic - Chronicle of Council of Constance (archiviato dall'url originale il 24 febbraio 2011).
- l'Armoriale Wijnbergen: 1265-1285, con 256 voci di armoriali di vassalli dell'Île-de-France al tempo di Luigi IX di Francia, e una seconda parte (1049 voci) relativa a marche della Francia del Nord, Paesi Bassi e Allemagna, al tempo di Filippo III di Francia.
- l'Armoriale appartenuto a Antoine di Beaulaincourt, signore di Bellenville: intorno al 1372.
- l'Armoriale di Gheldria dell'araldista Claes Heynenszoon, detto Gelre: uno dei più noti.
- l'Armoriale di Hector Le Breton: realizzato tra il XIII e il XV secolo.

Quest'ultimo si pone al centro di una evoluzione degli armoriali che tende a crearne di completi rispetto a quelli parziali fino ad allora redatti. Infatti vi erano già degli armoriali provinciali, come il rotolo Baliol datato al 1332 o il rotolo di Zurigo al 1340 circa, ma ora si pensa di organizzare l'elenco delle armi di tutto un regno.
Questi armoriali prendono allora il nome di armoriali istituzionali. Per garantire la correttezza e la validità di tali raccolte, i vari regni istituzionalizzano la funzione degli araldi costituendo i cosiddetti re d'armi, tra cui i più famosi sono quelli del Regno Unito.
Vi sono vari modi per classificare gli armoriali:
1. secondo il realizzatore, che può essere:
  - un funzionario, che ha accesso a documenti affidabili e completi
  - un privato, cultore di araldica, che si affida alla buona volontà dei suoi collaboratori
2. secondo il modo di ordinare le armi:
  - per nome del titolare dello stemma
  - per contenuto, il che permette di individuare il titolare a partire dalle sue armi. Questo tipo di armoriale è detto armoriale ordinato. L'armoriale del leone è un esempio di armoriale ordinato.

Nel Regno Unito, risalenti al XIII secolo, abbiamo: Camden Roll, Daring Roll, Collins Roll (1396, 598 blasoni), The Great, Parliamentary, or Banneret's Roll (vescovi, Lord, parlamentari).

In Francia, abbiamo: Armorial Wijnbergen (2 parti tra il 1360 e il 1285, 1312 blasoni), Armorial du Herault Vermandois (1076 blasoni), Armorial Bellenville (1386, con 1738 blasoni).

## Stemmi: stemmari, blasonari e armoriali
- Armoriale del leone
- Armoriale del Sacro Romano Impero
- Armoriale delle città del primo e secondo Impero
- Armoriale di San Michele Arcangelo
- Italia
  - Armoriale delle famiglie italiane
    - Armoriale di Casa Savoia
    - Armoriale di Casa d'Este
    - Armoriale di Casa Della Scala
    - Armoriale di Casa Gonzaga

  - Armoriale delle province napolitane
  - Armoriale delle province italiane
  - Armoriale delle città metropolitane italiane
  - Armoriale dell'Aeronautica Militare italiana
  - Armoriale dell'Esercito Italiano
    - Armoriale della fanteria dell'Esercito italiano
    - Armoriale dell'artiglieria dell'Esercito italiano
    - Armoriale dell'aviazione dell'Esercito italiano
    - Armoriale della cavalleria dell'Esercito italiano
    - Armoriale delle trasmissioni dell'Esercito Italiano
    - Armoriale dei trasporti e materiali dell'Esercito italiano

  - Araldica militare italiana
  - Armoriale delle colonie italiane
  - Armoriale della Repubblica di Firenze
- Chiesa Cristiana
  - Armoriale dei santi
  - Armoriale dei vescovi in Italia
  - Armoriale dei papi
  - Armoriale degli arcivescovi di Milano
  - Armoriale delle diocesi della Germania
  - Armoriale delle diocesi della Repubblica Ceca
  - Armoriale delle diocesi della Svezia
  - Armoriale delle diocesi della Slovacchia
- Francia
  - Armoriale dei dipartimenti francesi
  - Armoriale dei Capetingi
  - Armoriale del Regno di Francia
  - Armoriale dei comuni del Gard
  - Armoriale dei comuni del Maine e Loira
  - Armoriale dei comuni della Corsica del Sud
- Lussemburgo
  - Armoriale dei comuni del cantone LUX 01 - Capellen
  - Armoriale dei comuni del cantone LUX 02 - Clervaux
  - Armoriale dei comuni del cantone LUX 03 - Diekirch
  - Armoriale dei comuni del cantone LUX 04 - Echternach
  - Armoriale dei comuni del cantone LUX 05 - Esch-sur-Alzette
  - Armoriale dei comuni del cantone LUX 06 - Grevenmacher
  - Armoriale dei comuni del cantone LUX 07 - Lussemburgo
  - Armoriale dei comuni del cantone LUX 08 - Mersch
  - Armoriale dei comuni del cantone LUX 10 - Remich
  - Armoriale dei comuni del cantone LUX 11 - Vianden
  - Armoriale dei comuni del cantone LUX 12 - Wiltz
- Esteri
  - Armoriale Wernigerode
  - Armoriale delle contee dell'Estonia
  - Armoriale di Gheldria
  - Armoriale di San Marino
  - Stemmi degli Stati messicani
  - Armoriale della Spagna
  - Armoriale dei cantoni svizzeri
  - Armoriale del Portogallo
  - Armoriale dei comuni della Finlandia centrale
  - Armoriale dei comuni del Varsinais-Suomi

## Armoriali del XIX e XX secolo
- Armoriale della Pomerania (Pommersches Wappenbuch), di Julius Theodor Bagmihl, 5 volumi, Stettino 1843 – 1855.
- Armoriale Baltico, di Carl Arvid von Klingspor, Stoccolma, 1882.
- Armoriale della nobiltà della Westfalia, Max von Spießen, 2 volumi, Görlitz 1901 – 1903.
- Armoriale di Aschaffenburg, di Alfred F. Wolfert, eds. History and Kunstverein Aschaffenburg E. V, 1983.
- Armoriale del Reno centrale e della Mosella, di Rolf Sable, 2009.